# 塩濱崇
塩濱 崇（しおはま たかし、1974年4月20日 - ）は、日本のプロボクサー。グリーンツダボクシングクラブ所属。沖縄県宜野湾市出身。元日本ライトフライ級チャンピオン、元OPBF東洋太平洋ライトフライ級チャンピオン。

## 戦績
16戦15勝5KO1敗